# Шпитта, Карл Иоганн Филипп
Карл Иоганн Филипп Шпитта (1 августа 1801, Ганновер — 28 сентября 1859, Бургдорф) — германский лютеранский богослов и автор большого количества религиозных гимнов.

## Биография
Происходил из семьи французских гугенотов, бежавшей несколько веков назад в Германию. После окончания средней школы стал подмастерьем в лавке часовщика. С 1821 по 1824 год изучал богословие в Гёттингенском университете, во время обучения познакомился с Генрихом Гейне и стал его другом. Получив степень, стал церковным наставником в Люнебурге, с 1828 года был переведён в Зудвальде, позже некоторое время был тюремным и гарнизонным священником в Гамельне и секретарём Северогерманского христианского общества. В 1836 году стал пастором и проповедником в Векхольде, в 1847 году был назначен супериндендатном Виттингена, спустя шесть лет перешёл на ту же должность в Пайне. В 1855 году за свои пастырские заслуги получил от Гёттингенского университета степень почётного доктора богословия. В 1859 году был назначен суперинтендатном Бургдорфа, однако умер в том же году.
Духовные песни Шпитты в конце XIX века оценивались как проникнутые «искренним религиозным чувством» и отличавашиеся «благозвучностью и совершенством формы». Они были изданы в двух сборниках: «Psalter und Harfe» (1833 и 1844; 50-е издание обоих сборников вместе, Бремен, 1884; последующее издание — Гота, 1890, также в «Универсальной библиотеке» Реклама). После его смерти появились его «Nachgelassene geistliche Lieder» (5 издание — Бремен, 1883). Биографии Шпитты написали Мюнкель (1861) и Мейер (1892).